# Deelnemers UEFA-toernooien Spanje
Onderstaande tabellen bevatten de deelnemers aan de UEFA-toernooien uit Spanje.

## Mannen
NB Klikken op de clubnaam geeft een link naar het Wikipedia-artikel over het betreffende toernooi in het betreffende seizoen.
| Seizoen | Europacup I                                                           | Europacup II                                                                          | Jaarbeursstedenbeker                                                   |                             |
| ------- | --------------------------------------------------------------------- | ------------------------------------------------------------------------------------- | ---------------------------------------------------------------------- | --------------------------- |
| 1955/56 | Real Madrid                                                           |                                                                                       | 1955-58: FC Barcelona                                                  |                             |
| 1956/57 | Athletic Bilbao Real Madrid                                           |                                                                                       |                                                                        |                             |
| 1957/58 | Real Madrid Sevilla FC                                                |                                                                                       |                                                                        |                             |
| 1958/59 | Atlético Madrid Real Madrid                                           |                                                                                       | 1958-60: FC Barcelona                                                  |                             |
| 1959/60 | FC Barcelona Real Madrid                                              |                                                                                       |                                                                        |                             |
| 1960/61 | FC Barcelona Real Madrid                                              |                                                                                       | FC Barcelona                                                           |                             |
| 1961/62 | Real Madrid                                                           | Atlético Madrid                                                                       | FC Barcelona RCD Espanyol Valencia CF                                  |                             |
| 1962/63 | Real Madrid                                                           | Atlético Madrid Sevilla FC                                                            | FC Barcelona Real Zaragoza Valencia CF                                 |                             |
| 1963/64 | Real Madrid                                                           | FC Barcelona                                                                          | Atlético Madrid Real Zaragoza Valencia CF                              |                             |
| 1964/65 | Real Madrid                                                           | Real Zaragoza                                                                         | Athletic Bilbao Atlético Madrid Real Betis FC Barcelona Valencia CF    |                             |
| 1965/66 | Real Madrid                                                           | Atlético Madrid                                                                       | FC Barcelona RCD Espanyol Real Zaragoza Valencia CF                    |                             |
| 1966/67 | Atlético Madrid Real Madrid                                           | Real Zaragoza                                                                         | Athletic Bilbao FC Barcelona Sevilla FC Valencia CF                    |                             |
| 1967/68 | Real Madrid                                                           | Valencia CF                                                                           | Athletic Bilbao Atlético Madrid FC Barcelona Real Zaragoza             |                             |
| 1968/69 | Real Madrid                                                           | FC Barcelona                                                                          | Athletic Bilbao Atlético Madrid Real Zaragoza Valencia CF              |                             |
| 1969/70 | Real Madrid                                                           | Athletic Bilbao                                                                       | FC Barcelona UD Las Palmas CE Sabadell Valencia CF                     |                             |
| 1970/71 | Atlético Madrid                                                       | Real Madrid                                                                           | Athletic Bilbao FC Barcelona Sevilla FC Valencia CF                    |                             |
| Seizoen | Europacup I                                                           | Europacup II                                                                          | UEFA Cup                                                               |                             |
| 1971/72 | Valencia CF                                                           | FC Barcelona                                                                          | Athletic Bilbao Atlético Madrid Celta de Vigo Real Madrid              |                             |
| 1972/73 | Real Madrid                                                           | Atlético Madrid                                                                       | FC Barcelona UD Las Palmas Valencia CF                                 |                             |
| 1973/74 | Atlético Madrid                                                       | Athletic Bilbao                                                                       | FC Barcelona RCD Espanyol Real Madrid                                  |                             |
| 1974/75 | FC Barcelona                                                          | Real Madrid                                                                           | Atlético Madrid Real Sociedad Real Zaragoza                            |                             |
| 1975/76 | Real Madrid                                                           | Atlético Madrid                                                                       | FC Barcelona Real Sociedad Real Zaragoza                               |                             |
| 1976/77 | Real Madrid                                                           | Atlético Madrid                                                                       | Athletic Bilbao FC Barcelona RCD Espanyol                              |                             |
| 1977/78 | Atlético Madrid                                                       | Real Betis                                                                            | Athletic Bilbao FC Barcelona UD Las Palmas                             |                             |
| 1978/79 | Real Madrid                                                           | FC Barcelona                                                                          | Athletic Bilbao Sporting Gijón Valencia CF                             |                             |
| 1979/80 | Real Madrid                                                           | FC Barcelona Valencia CF                                                              | Atlético Madrid Real Sociedad Sporting Gijón                           |                             |
| 1980/81 | Real Madrid                                                           | Castilla CF Valencia CF                                                               | FC Barcelona Real Sociedad Sporting Gijón                              |                             |
| 1981/82 | Real Sociedad                                                         | FC Barcelona                                                                          | Atlético Madrid Real Madrid Valencia CF                                |                             |
| 1982/83 | Real Sociedad                                                         | FC Barcelona Real Madrid                                                              | Athletic Bilbao Real Betis Sevilla FC Valencia CF                      |                             |
| 1983/84 | Athletic Bilbao                                                       | FC Barcelona                                                                          | Atlético Madrid Real Madrid Sevilla FC                                 |                             |
| 1984/85 | Athletic Bilbao                                                       | FC Barcelona                                                                          | Atlético Madrid Real Betis Real Madrid Real Valladolid                 |                             |
| 1985/86 | FC Barcelona                                                          | Atlético Madrid                                                                       | Athletic Bilbao CA Osasuna Real Madrid Sporting Gijón                  |                             |
| 1986/87 | Real Madrid                                                           | Real Zaragoza                                                                         | Athletic Bilbao Atlético Madrid FC Barcelona                           |                             |
| 1987/88 | Real Madrid                                                           | Real Sociedad                                                                         | FC Barcelona RCD Espanyol Sporting Gijón                               |                             |
| 1988/89 | Real Madrid                                                           | FC Barcelona                                                                          | Athletic Bilbao Atlético Madrid Real Sociedad                          |                             |
| 1989/90 | Real Madrid                                                           | FC Barcelona Real Valladolid                                                          | Atlético Madrid Real Zaragoza Valencia CF                              |                             |
| 1990/91 | Real Madrid                                                           | FC Barcelona                                                                          | Atlético Madrid Real Sociedad Sevilla FC Valencia CF                   |                             |
| 1991/92 | FC Barcelona                                                          | Atlético Madrid                                                                       | CA Osasuna Real Madrid Real Oviedo Sporting Gijón                      |                             |
| Seizoen | Champions League                                                      | Europacup II                                                                          | UEFA Cup                                                               | Intertoto Cup               |
| 1992/93 | FC Barcelona                                                          | Atlético Madrid                                                                       | Real Madrid Real Sociedad Real Zaragoza Valencia CF                    |                             |
| 1993/94 | FC Barcelona                                                          | Real Madrid                                                                           | Atlético Madrid Deportivo de La Coruña CD Tenerife Valencia CF         |                             |
| 1994/95 | FC Barcelona                                                          | Real Zaragoza                                                                         | Athletic Bilbao Deportivo de La Coruña Real Madrid                     |                             |
| 1995/96 | Real Madrid                                                           | Deportivo de La Coruña Real Zaragoza                                                  | FC Barcelona Real Betis Sevilla FC                                     |                             |
| 1996/97 | Atlético Madrid                                                       | FC Barcelona                                                                          | RCD Espanyol CD Tenerife Valencia CF                                   |                             |
| 1997/98 | FC Barcelona Real Madrid                                              | Real Betis                                                                            | Atlethic Bilbao Atlético Madrid Deportivo de La Coruña Real Valladolid |                             |
| 1998/99 | Athletic Bilbao FC Barcelona Real Madrid                              | RCD Mallorca                                                                          | Atlético Madrid Real Betis Celta de Vigo Real Sociedad Valencia CF     | RCD Espanyol <- Valencia CF |
| Seizoen | Champions League                                                      | UEFA Cup                                                                              | Intertoto Cup                                                          |                             |
| 1999/00 | FC Barcelona Real Madrid RCD Mallorca -> Valencia CF                  | RCD Mallorca Atlético Madrid Celta de Vigo Deportivo de La Coruña                     | RCD Espanyol                                                           |                             |
| 2000/01 | FC Barcelona -> Deportivo de La Coruña Real Madrid Valencia CF        | FC Barcelona Deportivo Alaves RCD Espanyol Rayo Vallecano Real Zaragoza Celta de Vigo | <- Celta de Vigo RCD Mallorca                                          |                             |
| 2001/02 | FC Barcelona Deportivo de La Coruña Real Madrid RCD Mallorca ->       | RCD Mallorca Celta de Vigo Real Zaragoza Valencia CF                                  |                                                                        |                             |
| 2002/03 | FC Barcelona Deportivo de La Coruña Real Madrid Valencia CF           | Real Betis Celta de Vigo Deportivo Alaves Málaga CF                                   | <- Málaga CF Villarreal CF                                             |                             |
| 2003/04 | Celta de Vigo Deportivo de La Coruña Real Madrid Real Sociedad        | FC Barcelona RCD Mallorca Valencia CF Villarreal CF                                   | Racing Santander <- Villarreal CF                                      |                             |
| 2004/05 | FC Barcelona Deportivo de La Coruña Real Madrid Valencia CF ->        | Valencia CF Athletic Bilbao Real Zaragoza Sevilla FC Villarreal CF                    | Atlético Madrid <- Villarreal CF                                       |                             |
| 2005/06 | FC Barcelona Real Betis -> Real Madrid Villarreal CF                  | Real Betis RCD Espanyol CA Osasuna Sevilla FC                                         | Athletic Bilbao Deportivo de La Coruña Valencia CF                     |                             |
| 2006/07 | FC Barcelona CA Osasuna -> Real Madrid Valencia CF                    | CA Osasuna Celta de Vigo RCD Espanyol Sevilla FC                                      | Villarreal CF                                                          |                             |
| 2007/08 | FC Barcelona Real Madrid Sevilla FC Valencia CF ->                    | Valencia CF Getafe CF Real Zaragoza Villarreal CF Atlético Madrid                     | <- Atlético Madrid                                                     |                             |
| 2008/09 | Atlético Madrid FC Barcelona Real Madrid Villarreal CF                | Racing Santander Sevilla FC Valencia CF Deportivo de La Coruña                        | <- Deportivo de La Coruña                                              |                             |
| Seizoen | Champions League                                                      | Europa League                                                                         |                                                                        |                             |
| 2009/10 | Atlético Madrid -> FC Barcelona Real Madrid Sevilla FC                | Atlético Madrid Athletic Bilbao Valencia CF Villarreal CF                             |                                                                        |                             |
| 2010/11 | FC Barcelona Real Madrid Sevilla FC -> Valencia CF                    | Sevilla FC Atlético Madrid Getafe CF Villarreal CF                                    |                                                                        |                             |
| 2011/12 | FC Barcelona Real Madrid Valencia CF -> Villarreal                    | Valencia CF Athletic Bilbao Atlético Madrid Sevilla FC                                |                                                                        |                             |
| 2012/13 | FC Barcelona Málaga CF Real Madrid Valencia CF                        | Athletic Bilbao Atlético Madrid Levante UD                                            |                                                                        |                             |
| 2013/14 | Atlético Madrid FC Barcelona Real Madrid Real Sociedad                | Real Betis Sevilla FC Valencia CF                                                     |                                                                        |                             |
| 2014/15 | Athletic Bilbao -> Atlético Madrid FC Barcelona Real Madrid           | Athletic Bilbao Real Sociedad Sevilla FC Villarreal CF                                |                                                                        |                             |
| 2015/16 | Atlético Madrid FC Barcelona Real Madrid Sevilla FC -> Valencia CF -> | Sevilla FC Valencia CF Athletic Bilbao Villarreal CF                                  |                                                                        |                             |
| 2016/17 | Atlético Madrid FC Barcelona Real Madrid Sevilla FC Villarreal CF ->  | Villarreal CF Athletic Bilbao Celta de Vigo                                           |                                                                        |                             |
| 2017/18 | Atlético Madrid -> FC Barcelona Real Madrid Sevilla FC                | Atlético Madrid Athletic Bilbao Real Sociedad Villarreal CF                           |                                                                        |                             |
| 2018/19 | Atlético Madrid FC Barcelona Real Madrid Valencia CF ->               | Valencia CF Real Betis Sevilla FC Villarreal CF                                       |                                                                        |                             |
| 2019/20 | Atlético Madrid FC Barcelona Real Madrid Valencia CF                  | RCD Espanyol Getafe CF Sevilla FC                                                     |                                                                        |                             |
| 2020/21 | Atlético Madrid FC Barcelona Real Madrid Sevilla FC                   | Granada CF Real Sociedad Villarreal CF                                                |                                                                        |                             |
| Seizoen | Champions League                                                      | Europa League                                                                         | Europa Conference League                                               |                             |
| 2021/22 | Atlético Madrid FC Barcelona Real Madrid Sevilla FC Villarreal CF     | Real Betis Real Sociedad                                                              | 0                                                                      |                             |

### Deelnames
Aantal seizoenen
| 66x FC Barcelona 65x Real Madrid CF 49x Atlético Madrid 41x Valencia CF 30x Athletic Bilbao 25x Sevilla FC 18x Real Zaragoza 17x Villarreal CF 17x Real Sociedad 12x Deportivo La Coruña 12x RCD Espanyol 12x Real Betis 09x Celta de Vigo 06x Sporting Gijón 05x RCD Mallorca | 04x CA Osasuna 03x Getafe CF 03x UD Las Palmas 03x Real Valladolid 02x Deportivo Alavés 02x Málaga CF 02x Racing Santander 02x CD Tenerife 01x Castilla CF 01x Granada CF 01x Levante UD 01x Rayo Vallecano 01x Real Oviedo 01x CE Sabadell |

## Vrouwen
NB Klikken op de clubnaam geeft een link naar het Wikipedia-artikel over het betreffende toernooi in het betreffende seizoen.
| Seizoen | Women's Cup                         |
| ------- | ----------------------------------- |
| 2001/02 | Levante UD                          |
| 2002/03 | Levante UD                          |
| 2003/04 | Athletic Bilbao                     |
| 2004/05 | Athletic Bilbao                     |
| 2005/06 | Athletic Bilbao                     |
| 2006/07 | RCD Espanyol                        |
| 2007/08 | Athletic Bilbao                     |
| 2008/09 | Levante UD                          |
| Seizoen | Champions League                    |
| 2009/10 | Rayo Vallecano                      |
| 2010/11 | Rayo Vallecano                      |
| 2011/12 | Rayo Vallecano                      |
| 2012/13 | FC Barcelona                        |
| 2013/14 | FC Barcelona                        |
| 2014/15 | FC Barcelona                        |
| 2015/16 | Atlético Madrid FC Barcelona        |
| 2016/17 | Athletic Bilbao FC Barcelona        |
| 2017/18 | Atlético Madrid FC Barcelona        |
| 2018/19 | Atlético Madrid FC Barcelona        |
| 2019/20 | Atlético Madrid FC Barcelona        |
| 2020/21 | Atlético Madrid FC Barcelona        |
| 2021/22 | FC Barcelona Levante UD Real Madrid |

### Deelnames
10x FC Barcelona
05x Athletic Bilbao
05x Atlético Madrid
04x Levante UD
03x Rayo Vallecano
01x RCD Espanyol
01x Real Madrid CF
Albanië ·
Andorra ·
Armenië ·
Azerbeidzjan ·
België ·
Bosnië en Herzegovina ·
Bulgarije ·
Cyprus ·
Denemarken ·
Duitsland ·
Engeland ·
Estland ·
Faeröer ·
Finland ·
Frankrijk ·
Georgië ·
Gibraltar ·
Griekenland ·
Hongarije ·
Ierland ·
IJsland ·
Israël ·
Italië ·
Kazachstan ·
Kroatië ·
Kosovo ·
Letland ·
Liechtenstein ·
Litouwen ·
Luxemburg ·
Malta ·
Moldavië ·
Montenegro ·
Nederland ·
Noord-Ierland ·
Noord-Macedonië ·
Noorwegen ·
Oekraïne ·
Oostenrijk ·
Polen ·
Portugal ·
Roemenië ·
Rusland ·
San Marino ·
Schotland ·
Servië ·
Slovenië ·
Slowakije ·
Spanje ·
Tsjechië ·
Turkije ·
Wales ·
Wit-Rusland ·
Zweden ·
Zwitserland

Historie:
DDR ·
Joegoslavië ·
Saarland ·
Sovjet-Unie ·
Tsjecho-Slowakije